# دينوس كويس
دينوس كويس (باليونانية: Ντίνος Κούης)‏، من مواليد 23 نوفمبر 1955 ، لاعب كرة قدم يوناني سابق.
لعب مع منتخب اليونان لكرة القدم.

## مسيرته الكروية
لعب دينوس كويس خلال مسيرته الاحترافية مع نادِ واحدٍ في سبعة عشر موسمًا وسجل خلالها 142 هدف ضمن 473 مباراة. ولم يفز بأي موسم بالكأس أو بالدوري.
خاض دينوس كويس مسيرته مع نادي أريس تسالونيكي في موسم 1974–75 ليلعب معه سبعة عشر موسمًا، مشاركًا في 473 مباراة سجل خلالها 142 هدف.

## روابط خارجية
- دينوس كويس على موقع قاعدة بيانات كرة القدم.إي يو (الإنجليزية)
- دينوس كويس على موقع ناشيونال فوتبول تيمز (الإنجليزية)
- دينوس كويس على موقع عالم كرة القدم.نت (الإنجليزية)